# Roswitha Marks
Roswitha Marks (* in Golzow (Mittelmark)) ist eine deutsche Schauspielerin, Regisseurin und Synchronsprecherin.

## Leben
Roswitha Marks wurde etwa Ende der 1940er Jahre in Golzow, im heutigen Landkreis Potsdam-Mittelmark, geboren. Von 1968 bis 1972 studierte sie Schauspiel an der Theaterhochschule „Hans Otto“ in Leipzig mit einer Ausbildung im Schauspielstudio des Deutschen Nationaltheaters in Weimar. Nach bestandener Prüfung erhielt sie ein Engagement am Meininger Theater. Bereits nach zwei Jahren kehrte sie wieder an das Deutsche Nationaltheater Weimar zurück, wo sie auch neben ihrer Schauspieltätigkeit als Regisseurin arbeitete. Hier wirkte sie 40 Jahre, bis sie 2015 in den wohlverdienten Ruhestand trat. Trotzdem war sie bisher hier noch als Gast auf der Bühne zu erleben.
Zusätzlich zu ihrer Tätigkeit mit Studenten an der Hochschule für Musik und Theater „Felix Mendelssohn Bartholdy“ Leipzig stand sie in mehreren Filmen der DDR-Filmgesellschaft DEFA und des Fernsehens der DDR vor der Kamera. Für die DEFA wirkte sie auch als Synchronsprecherin.

## Filmografie
- 1973: Die sieben Affären der Doña Juanita (Fernseh-Vierteiler)
- 1973: Stülpner-Legende (Fernsehserie, 1 Episode)
- 1976: Hostess
- 1978: Polizeiruf 110: Schuldig (Fernsehreihe)
- 1978: Härtetest (Fernsehfilm)
- 1981: Jockei Monika (Fernsehserie, 1 Episode)
- 1981: Feuerdrachen (Fernseh-Zweiteiler)

## Theater

### Schauspielerin
- 1971: Armin Müller: Franziska Lesser (Franziska) – Regie: Ekkehard Kiesewetter (Deutsches Nationaltheater Weimar)
- 1974: Tibor Tery: Fiktiver Report über ein amerikanisches Pop-Festival (Dr. Marianne) – Regie: László Marton (Deutsches Nationaltheater Weimar)
- 1976: William Shakespeare: Der Kaufmann von Venedig – Regie: Fritz Bennewitz (Deutsches Nationaltheater Weimar)
- 1978: William Shakespeare: Pericles – Regie: Bernhard Schwarz (Deutsches Nationaltheater Weimar)
- 1978: Friedrich Dürrenmatt: Der Besuch der alten Dame – Regie: Harry Buckwitz (Deutsches Nationaltheater Weimar)
- 1979: Heinrich von Kleist: Das Käthchen von Heilbronn – Regie: Fritz Bennewitz (Deutsches Nationaltheater Weimar)
- 1980: Frances Goodrich/Albert Hackett: Das Tagebuch der Anne Frank – Regie: Christa Lehmann (Deutsches Nationaltheater Weimar)
- 1983: Christopher Marlowe: Die tragische Geschichte vom Leben und Tod des Dr. Faustus – Regie: Clive Barker (Deutsches Nationaltheater Weimar)
- 1985: Anton Tschechow: Drei Schwestern – Regie: Peter Schroth/Peter Kleinert (Deutsches Nationaltheater Weimar)
- 1985: Boris Wassiljew: Im Morgengrauen ist es noch still – Regie: Peter Schroth/Peter Kleinert (Deutsches Nationaltheater Weimar)
- 1985: Katrin Lange: Die Havarie (Witwe) – Regie: Fred Graeve (Deutsches Nationaltheater Weimar – Foyer III)
- 1987: Athol Fugard: Der Weg nach Mekka – Regie: Hella Müller (Deutsches Nationaltheater Weimar)
- 1988: Harold Pinter: Der stumme Diener – Regie: Ralf-Peter Schulze (Deutsches Nationaltheater Weimar)
- 1988: Harold Pinter: Noch einen Letzten – Regie: Ralf-Peter Schulze (Deutsches Nationaltheater Weimar)
- 1988: Martin Walser: In Goethes Hand (Ottilie) – Regie: Fred Graeve (Deutsches Nationaltheater Weimar)
- 1992: William Shakespeare: Ein Sommernachtstraum (Elfe) – Regie: Leander Haußmann (Deutsches Nationaltheater Weimar)
- 2001: Ödön von Horváth: Don Juan kommt aus dem Krieg (mehrere Rollen) – Regie: Grażyna Kania (Deutsches Nationaltheater Weimar)
- 2002: Bertolt Brecht: Baal (Fabrikantenfrau) – Regie: Thomas Thieme (Deutsches Nationaltheater Weimar)
- 2004: Elfriede Jelinek: Bambiland – Regie: Marco Stormann (Deutsches Nationaltheater Weimar)
- 2004: Federico García Lorca: Bernarda Albas Haus (Prudencia) – Regie: Grażyna Kania (Deutsches Nationaltheater Weimar)
- 2007: Friedrich Hebbel: Judith – Regie: Sven Miller (Deutsches Nationaltheater Weimar)
- 2010: Edward Bond: Gerettet (Pams Mutter) – Regie: Maik Priebe (Deutsches Nationaltheater Weimar)
- 2010: William Shakespeare: Romeo und Julia – Regie: Matthias Reichwald (Deutsches Nationaltheater Weimar im Schlosshof Weimar)
- 2011: Jonathan Safran Foer: Alles ist erleuchtet (mehrere alte Frauen) – Regie: Dominique Schnizer (Deutsches Nationaltheater Weimar)
- 2012: Tom Lanoye nach Euripides: Die Troerinnen – Regie: Konstanze Lauterbach (Deutsches Nationaltheater Weimar)
- 2013: Johann Wolfgang von Goethe: Faust. Der Tragödie erster Teil (mehrere Rollen) – Regie: Hasko Weber (Deutsches Nationaltheater Weimar)
- 2013: Konstanze Lauterbach nach Boris Pasternak: Schiwagos Osyssee – Regie: Konstanze Lauterbach (Deutsches Nationaltheater Weimar)-
- 2014: Jakob Michael Reinhold Lenz: Der Hofmeister oder die Vorteile der Privaterziehung (Frau Blitzer) – Regie: Enrico Stolzenburg (Deutsches Nationaltheater Weimar)
- 2017: Johann Wolfgang von Goethe: Faust. Der Tragödie zweiter Teil – Regie: Hasko Weber (Deutsches Nationaltheater Weimar)

### Regisseurin
- 1990: Luise Rinser: Sonja und Leo Tolstoi (Deutsches Nationaltheater Weimar)
- 1994: Jean Anouilh: Antigone (Kulturzentrum mon ami Weimar)
- 1997: Johann Wolfgang von Goethe: Iphigenie auf Tauris (E-Werk Weimar)

## Synchronisation
- 1976: Libuse Safránková als Irdische Prinzessin in Die kleine Meerjungfrau
- 1976: Galina Artjomowa als Prinzessin in Die traurige Nixe
- 1978: Julie Jurištová als Adriena in Das neunte Herz
- 1981: Tansulpan Babitschewa als Gulbika in Der Reiter auf dem goldenen Pferd